# Думбрава (комуна, Прахова)
Думбрава (рум. Dumbrava) — комуна у повіті Прахова в Румунії. До складу комуни входять такі села (дані про населення за 2002 рік):
- Думбрава (1485 осіб)
- Зеноага (996 осіб)
- Корну-де-Сус (911 осіб)
- Трестієній-де-Жос (129 осіб)
- Трестієній-де-Сус (227 осіб)
- Чупелніца (718 осіб)

Комуна розташована на відстані 49 км на північ від Бухареста, 14 км на південний схід від Плоєшті, 97 км на південний схід від Брашова.

## Населення
За даними перепису населення 2002 року у комуні проживали 4466 осіб.
Національний склад населення комуни:
| Національність | Кількість осіб | Відсоток |
| -------------- | -------------- | -------- |
| румуни         | 4016           | 89,9%    |
| цигани         | 449            | 10,1%    |
| греки          | 1              | < 0,1%   |

Рідною мовою назвали:
| Мова      | Кількість осіб | Відсоток |
| --------- | -------------- | -------- |
| румунська | 4463           | 99,9%    |
| циганська | 2              | < 0,1%   |
| грецька   | 1              | < 0,1%   |

Склад населення комуни за віросповіданням:
| Релігія        | Кількість осіб | Відсоток |
| -------------- | -------------- | -------- |
| православні    | 4366           | 97,8%    |
| п'ятдесятники  | 59             | 1,3%     |
| бретрени       | 17             | 0,4%     |
| адвентисти     | 14             | 0,3%     |
| лютерани       | 9              | 0,2%     |
| греко-католики | 1              | < 0,1%   |

## Зовнішні посилання
- Дані про комуну Думбрава на сайті Ghidul Primăriilor